# Дечимоману
Дечимома̀ну (на италиански: Decimomannu; на сардински: Deximu Mannu, Дежиму ману) е градче и община в Южна Италия, провинция Каляри, автономен регион и остров Сардиния. Разположено е на 10 m надморска височина. Населението на общината е 7997 души (към 2010 г.).